# Keith R. Kernspecht
Keith Ronald Kernspecht (Grömitz 28, de junio 1945-25 de noviembre de 2024) es el entrenador jefe y fundador de la EWTO, una asociación comercial de escuelas del arte marcial chino Wing Tsun (WT). Es el segundo máximo grado en Wing Tsun del mundo.

## Vida
Kernspecht terminó el bachillerato en el Abendgymnasium y estudió, según sus declaraciones, Lenguas clásicas y modernas, así como Filosofía y Derecho. Empezó a finales de 1950 con el estudio de 13 diferentes sistemas de lucha occidentales y del Este. Se centró, especialmente, en el sistema Leung Ting de Wing Tsun llegando a ser 10º Grado Práctico (Gran Maestro) en este arte, 5º Grado Práctico en Eskrima, 6º Dan en Hapkido, 3.er Dan en Karate y 2º Dan en Judo. En su vida laboral, se ha dedicado a la lucha artística, la lucha, a la seguridad como policía, guardaespaldas y director de una agencia de seguridad personal y también a la enseñanza como profesor invitado en academias de policía internacionales, profesor de instituto, intérprete y representante de universidad para la lengua y la educación.
En apoyo a la International Wing Tsun Association [ IWTA (Asociación Internacional de Wing Tsun)] y a su maestro Leung Ting, Kernspecht fundó en 1975 la EWTO [Europäische Wing Tsun Organisation (Organización Europea de Wing Tsun)], que actualmente cuenta con unos 2.000 miembros en Alemania, Suiza y Austria, siendo, presumiblemente, la mayor organización de WT en Europa, por lo que juega un papel esencial en la comercialización del WT en el continente.
Desde 1997, Kernspecht imparte clases como profesor invitado para "Educación y Ciencias Deportivas" en la Academia Nacional Deportiva de la Universidad Búlgara Estatal en Sofia. Por su "trabajo de investigador y enseñanza", se le otorgó allí, y por primera vez en la historia, el título de doctor honoris causa (Dr. h.c.) por el arte de la batalla y en 2006 el de Catedrático h.c.
Kernspecht es el director Administrativo del grupo registrado WingTsun GmbH & Co. KG. con sede en Kiel. A este grupo también pertenece la editorial Wu-Shu, en Burg auf Fehman, que publica varios libros sobre los sistemas Leung Ting-Wing Tsun y Latosa-Eskrima, así como la revista "Wing Tsun-Welt" ("El mundo Wing Tsun") (aprox. 50.000 ejemplares en 2005).

## Polémica
Kernspecht ha levantado también la polémica en el mundo de las artes marciales por diferentes motivos:
- Ha comercializado en el Oeste un sistema de lucha desconocido en Europa según el modelo americano con lo que afecta a la estructura actual del Wing Tsun en Alemania. Esto se traduce en competiciones y peleas jurisdiccionales nunca vistas antes en los sectores de lucha en Alemania.

- Una parte no insignificante de la literatura escrita por Kernspecht consiste en el anuncio de la EWTO y de sus productos.

- Trabaja con la hipótesis de que en WT hay reacciones entrenadas (sogenannte "reflexartige Verformungen"), usando reacciones táctiles estrechamente unidas a los reflejos (como por ejemplo el Patellasehnenreflex). Por lo tanto, esas reacciones son más rápidas que las reacciones visuales, que son las que se utilizan en la mayoría de artes marciales. De momento, esta teoría no está científicamente refutada. Realmente parece ser que las reacciones táctiles parecen ser ligeramente más rápidas que las reacciones a otras sensaciones, pero en el mundo profesional se duda de si este hecho es aplicable en batalla. Los reflejos reales, que son mucho más rápidos en realidad, no se pueden aprender por definición.

- Sobre esta teoría, Kernspecht demostró con cierta regularidad, la ineficacia de otros sistemas como el Teakwondo, el Jiu Jitsu, Aikido o el Karate en oposición al Wing Tsun.

- Entre muchos practicantes de otros deportes de lucha, sus teorías se han valorado según las explicaciones dadas en "Vom Zweikampf" ("Del duelo") o "Blitzdefence" ("Defensa relámpago") como "parte pseudocientífica", dada la poca realidad combativa que contienen muchas "artes marciales" incapaces de aceptar su ineficacia ante el método científico y eficaz del Wing Tsun.

## Literatura
- Keith R. Kernspecht: "Vom Zweikampf: Strategie, Taktik, Physiologie, Psychologie, Philosophie und Geschichte der waffenlosen Selbstverteidigung", Wu Shu-Verlag Burg auf Fehmarn 2000, ISBN 3-927553-02-6 ("Del duelo: Estrategia, táctica, fisiología, psicología, filosofía e historia de la defensa personal sin armas", Editorial Wu-Shu Burg auf Fehmarn 2000)

- Keith R. Kernspecht: "Blitzdefence - Die Strategie gegen den Schläger", Wu Shu-Verlag Burg auf Fehmarn 2000, ISBN 3-927553-10-7 ("Defensa relámpago - La estrategia frente al agresor", Editorial Wu-Shu Burg auf Fehmarn 2000)

- Keith R. Kernspecht: "Der Letzte wird der Erste sein: das Geheimnis effektiver Selbstverteidigung", Wu Shu-Verlag Burg auf Fehmarn 2005, ISBN 3-927553-28-X ("El último será el primero: el secreto de una defensaa personal efectiva", Editorial Wu-Shu Burg auf Fehmarn 2005)

- Keith R. Kernspecht, Andre Karkalis: "Verteidige Dich³ - Selbstverteidigung für Frauen", Wu Shu-Verlag Burg auf Fehmarn 2003, ISBN 3-89365-964-1 ("Defiéndete tu misma - Defensa personal para mujeres", Editorial Wu-Shu Burg auf Fehmarn 2003)